# El Rincón (Juárez)
El Rincón es una localidad del municipio de Juárez ubicado en el noroeste del estado mexicano de Chiapas.

## Geografía
La localidad de El Rincón se sitúa en las coordenadas geográficas 17°49′28″N 93°05′55″O / 17.824444, -93.098611, a una elevación de 39 metros sobre el nivel del mar.

## Demografía
Según el Conteo de Población y Vivienda 2005, efectuado por el Instituto Nacional de Estadística y Geografía, El Rincón tenía 36 habitantes, en 2010 la población era de 57 habitantes, y para 2020 había 60 habitantes de los cuales 37 son del sexo masculino y 23 del sexo femenino.
| Gráfica de evolución demográfica de El Rincón entre 2005 y 2020 |
|                                                                 |
| INEGI.                                                          |